# Plethus amogawarsa
Plethus amogawarsa är en nattsländeart som beskrevs av Schmid 1958. Plethus amogawarsa ingår i släktet Plethus och familjen smånattsländor. Inga underarter finns listade i Catalogue of Life.